# Samia Sassi
 (décembre 2022).
Il peut être nécessaire de l'améliorer pour respecter le principe de neutralité de point de vue. 

Samia Sassi, née 21 octobre 1969 à Paris, est une actrice française.

## Biographie
Dès sa jeunesse, elle trouve une vocation pour la comédie, mais poursuit des études de médecine et travaille comme infirmière; essentiellement en pédiatrie, en service de nuit. Elle s'inscrit parallèlement au conservatoire de Paris (auditrice libre) et est rapidement repérée par les directeurs de castings et réalisateurs... 
Elle se forme au  studio Pygmallion. 
Son premier projet est La Française, court métrage de  Pascal Legitimus pour les jeunes talents de l'ADAMI.  Elle travaille régulièrement avec Patricia Sterlin et Pascal Luneau (coach d'Anne Parillaud pour Nikita et Marion Cotillard pour La Môme).
Samia Sassi a été sélectionnée pour le laboratoire de l'acteur à SUNDANCE ( Utah) pour le projet : NARROW FRAME OF MIDNIGHT Réal : Tala HADID-Advisors : Ed HARRIS; Peter MEDAK.
En septembre 2016 : prix d'interprétation au festival international de Séoul, prix de la meilleure actrice pour le film Ne m'abandonne pas dans lequel elle incarne, dans le rôle principal, une mère courage. Le film obtient l'Emmy award à New York en 2017.

## Filmographie

### Cinéma
- 2016 : Le ciel attendra de Marie-Castille Mention-Schaar : Une femme du groupe de parents

### Télévision

#### Téléfilms
- 2016 : Ne m'abandonne pas de Xavier Durringer
- 2017 : Peur sur la base : Claire Molina
- 2020 : Meurtres à Toulouse de Sylvie Ayme : Sophie Barel
- 2022 : La Vengeance sans visage de Claude-Michel Rome : Yasmine El Asna
- 2022 : Tu ne tueras point de Leslie Gwinner : Leila

#### Séries télévisées
- 1997 - 2005 : Julie Lescaut : Inspecteur puis Lieutenant Zora Zaouida (saisons 6 à 14, invitée saison 22)
- 2001 : Femmes de loi' : Episode 2, saison 2 (Fliquette dans commissariat, Non crédité)
- 2002 : La Crim'
- 2002 : Boulevard du Palais
- 2007 : Central Nuit
- 2016-2017 : Plus belle la vie : Jinan
- 2018 : Nina (saison 4)
- 2021 : Un homme d'honneur : Nadia fauvel